# Sarah Palin
Sarah Louise Palin [ˈpeɪlɪn] (ur. 11 lutego 1964 w Sandpoint) – amerykańska polityk, działaczka Partii Republikańskiej. W 2006, w wieku 42 lat, została gubernatorem stanu Alaska, będąc najmłodszą w historii osobą i pierwszą kobietą na tym stanowisku. Podczas kampanii przed wyborami prezydenckimi w 2008 roku została oficjalnie wybrana jako kandydat na urząd wiceprezydenta z ramienia Partii Republikańskiej.
Po przegranych wyborach w wywiadach udzielonych Fox News i Anchorage Daily News obwiniła George’a Busha i jego rząd za wyborczą porażkę republikanów, zwracając uwagę na błędy, które zostały popełnione w prowadzeniu wojny z Irakiem oraz doprowadzenie do zadłużenia państwa, które osiągnęło 10 bilionów dolarów. Podsumowała, że mimo niesprzyjających okoliczności – małego zaufania wyborców do republikanów po ośmiu latach rządów Busha – udało się jej i McCainowi odnieść spory sukces.
Ogłosiła 3 lipca 2009, że złożyła rezygnację ze stanowiska gubernatora Alaski z dniem 26 lipca 2009, mimo iż termin zakończenia kadencji upływał dopiero w 2010. W związku z powyższym faktem wśród komentatorów politycznych pojawiły się spekulacje na temat kandydowania Palin w wyborach prezydenckich w 2012 lub ubiegania się o miejsce w amerykańskim senacie. Następcą Palin na stanowisku gubernatora został Sean Parnell.
17 listopada 2009 roku ukazała się oficjalnie autobiograficzna książka Palin pt. Going Rogue: An American Life, którą autorka przedstawiła publiczności podczas Oprah Winfrey Show.
19 stycznia 2016 poparła Donalda Trumpa w wyborach na kandydata na prezydenta USA ze strony partii republikańskiej w 2016. Często krytykuje media amerykańskie za ataki na Donalda Trumpa, nazywając tego ostatniego „nieustraszonym liderem”. Niektórzy typowali ją jako przyszłą doradczynię prezydenta ds. nauki i technologii, jednak doniesienia te zdementował sam prezydent elekt.
Mieszka z mężem Toddem w Wasilla. Jest matką pięciorga dzieci (Track, Bristol, Willow, Piper, Trig), z których najmłodsze cierpi na zespół Downa. Została ochrzczona w Kościele rzymskokatolickim, ale potem od wieku 4 lat wychowała się w zielonoświątkowej denominacji Zborów Bożych, gdzie w wieku 12 lat przyjęła chrzest przez zanurzenie. Aktualna przynależność religijna to mający charakter zielonoświątkowy, niezależny kościół Church on the Rock.

## Dzieciństwo i wykształcenie
Sarah Palin jest córką Chucka i Sally Heath. Jest trzecim z czworga ich dzieci. Chuck Heath – nauczyciel i Sally (z domu Sheeran) – sekretarka szkolna przeprowadzili się do Alaski z Idaho, gdy Sarah miała 2 miesiące. W 1982 r. po ukończeniu szkoły średniej Wasilla High School Sarah Palin powróciła do Idaho i rozpoczęła naukę przedmiotów ogólnych w North Idaho College w Coeur d’Alene. Ukończyła dwa semestry: wiosenny i jesienny w 1983 r. Następnie przeniosła się na University of Idaho, gdzie studiowała dziennikarstwo i nauki polityczne. W 1987 r. ukończyła studia, zdobywając tytuł bachelor. W ciągu 5 lat nauki Sarah Palin była przez krótki okres studentką Hawaii Pacific University w Honolulu i Matanuska-Susitna College w Palmer, aby ostatecznie uzyskać dyplom z University of Idaho w Moscow. Po studiach pracowała przez krótki czas jako reporter i komentator sportowy dla KTUU-TV w Anchorage.
Już w szkole średniej interesowała się koszykówką, a stylem gry zdobyła sobie przydomek „Sarah Barracuda”. W 1984 r. Sarah Palin zdobyła drugie miejsce w konkursie piękności Miss Alaska.

## Kariera zawodowa

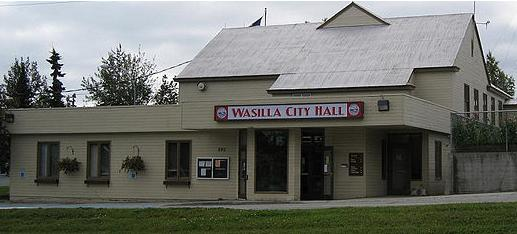
Budynek urzędu miasta w Wasilli

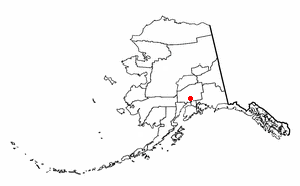
Położenie miasta Wasilla w stanie Alaska

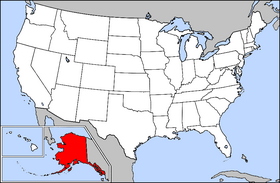
Mapa Ameryki Północnej z wklejonymi Hawajami i Alaską. Alaska (zaznaczona na czerwono) znajduje się obok Kanady.

### Doświadczenie polityczne
Uprzednio:
- Członkini Wasilla City Council (przez dwie kadencje)
- Naczelnik miasta Wasilla (przez dwie kadencje)
- Prezydent Alaska Conference of Mayors

Dotychczas:
- Gubernator Alaski (od 4 grudnia 2006 do 26 lipca 2009 była 11. gubernatorem stanu Alaska, w tym pierwszą kobietą na tym stanowisku[18])

### Praca w zarządach
- Przewodnicząca Alaska Oil and Gas Conservation Commission w latach 2003-2004[11]
- Członkini Alaska Municipal League Board (uprzednio)
- Przewodnicząca Interstate Oil and Gas Compact Commission
- Wiceprzewodnicząca National Governors Association Natural Resources Committee

## Kandydatka na wiceprezydenta
29 sierpnia 2008 w Dayton została przedstawiona publicznie przez Johna McCaina jako jego kandydatka na wiceprezydenta Stanów Zjednoczonych. Tim Pawlenty – gubernator stanu Minnesota, wcześniej uważany w kręgach politycznych za potencjalnego running-mate Johna McCaina – stwierdził publicznie, że będzie popierał jej kandydaturę. W ciągu jednego dnia po podaniu do wiadomości kandydatury Palin na wiceprezydenta do kasy Partii Republikańskiej wpłynęło 7 milionów dolarów, zasilając budżet przeznaczony na kampanię wyborczą. Polityczni komentatorzy Partii Demokratycznej zarzucają Palin brak doświadczenia w polityce zagranicznej.

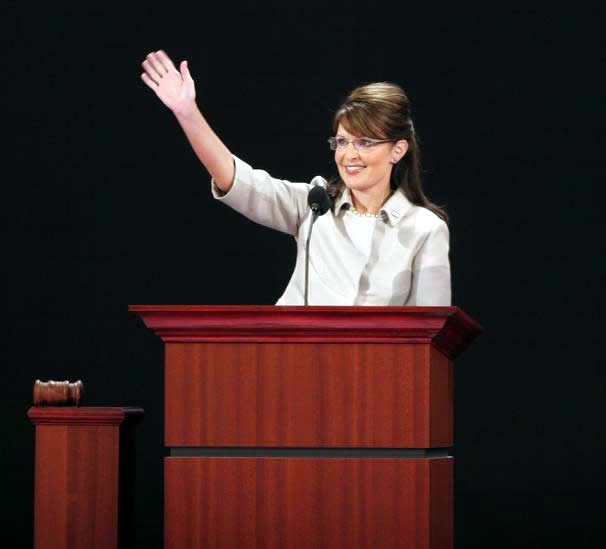
Sarah Palin podczas przemówienia na konwencji wyborczej w Xcel Energy Center w Saint Paul, 3 września 2008

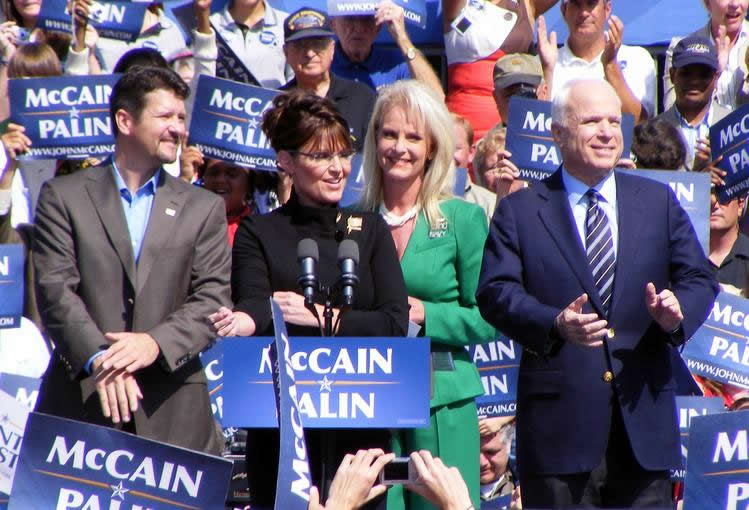
Od lewej:Todd Palin, Sarah Palin, Cindy McCain i John McCain

Podczas drugiego dnia konwencji Partii Republikańskiej (1 – 4 września 2008, Saint Paul, Minnesota) Sarah Palin wygłosiła mowę oficjalną, w której przedstawiła się publiczności jako typowa amerykańska matka (hockey-mom), której rodzina boryka się z normalnymi problemami, pochwaliła Johna McCaina, zwracając uwagę na jego doświadczenia wojenne oraz zaatakowała Baracka Obamę i Demokratów. Zwracając się bezpośrednio do dziennikarzy oświadczyła, że przybywa z Alaski do Waszyngtonu, aby służyć narodowi amerykańskiemu. Podczas przemówienia nie ujawniła szczegółów przyszłej koncepcji politycznej, ani nie poruszyła zarzutów, które pojawiły się w ostatnim czasie w mediach pod adresem jej osoby, a dotyczących sprawowania władzy na Alasce. Tym niemniej została, zdaniem komentatorów politycznych, entuzjastycznie przyjęta przez zgromadzonych na konwencji. Sarah Palin cieszy się popularnością wśród konserwatywnej części wyborców Partii Republikańskiej, głównie ze względu na konserwatywne poglądy dotyczące sfery fiskalnej i socjalnej, posiadanie dużej rodziny, w tym syna, który z własnego wyboru odbywa służbę w armii oraz uroczej, swojskiej osobowości zademonstrowanej podczas przemówienia. W tym samym dniu McCain i Palin zostali oficjalnie nominowani jako kandydaci Partii Republikańskiej na urząd prezydenta i wiceprezydenta.
- Agencje prasowe podały 18 września 2008, że grupa hackerska Anonymous oświadczyła, że udało jej się złamać kod i włamać do prywatnej skrzynki e-mailowej kandydatki na wiceprezydenta, założonej w serwisie Yahoo!. Hackerzy opublikowali jej zawartość na website Wikileaks. Zdaniem komentatorów politycznych upublicznienie osobistej korespondencji Sary Palin może mieć konsekwencje w kampanii wyborczej oraz w śledztwach prowadzonych przeciwko Palin, m.in. sprawie rzekomego nadużycia władzy, określonego przez media amerykańskie jako Trooper-gate[25][26][27]. Na stronie hakera Gawker.com zostały opublikowane zrzuty ekranu ze skrzynki pocztowej oraz prywatne zdjęcia Palin. Rick Davis – odpowiedzialny za kampanię wyborczą obozu Johna McCaina – oświadczył, że o sprawie zostały poinformowane odpowiednie organy śledcze[27].
- 2 października 2008 wzięła udział w (pierwszej i jedynej) debacie kandydatów na wiceprezydenta USA, która odbyła się w George Washington University w Saint Louis. Zmierzyła się z demokratą Joe Bidenem. Podczas debaty krytykowała Baracka Obamę za popieranie podwyższania podatków. Według opinii komentatorów i badań opinii publicznej Biden wygrał debatę (według danych CNN 36% respondentów uznało kandydaturę Palin za odpowiednią na stanowisko wiceprezydenta; 51% opowiedziało się za Bidenem)[28][29].

### Propagandowe wykorzystanie rzekomych własnych osiągnięć
Palin podała do wiadomości, że na samym początku kadencji gubernatorskiej sprzedała z zyskiem na eBay gubernatorski odrzutowiec. Dochodzenie w tej sprawie przeprowadzone przez CBS wykazało, że w rzeczywistości samolot nie znalazł nabywcy na eBay, w związku z tym urzędnik stanowy załatwił prywatnie jego sprzedaż (ze stratą) miejscowemu biznesmenowi. Pomimo ujawnienia tej nieścisłości w mediach, Palin i McCain w dalszym ciągu podtrzymywali nieprawdziwy przebieg sprzedaży samolotu w wypowiedziach udzielonych podczas konwencji wyborczej, które były transmitowane na żywo w telewizji, na cały kraj oraz w przemówieniach wygłaszanych w małych miasteczkach USA.
Dochodzenie przeprowadzone przez niektóre środki masowego przekazu (między innymi Boba Somerby z The Daily Howler) wykazało, że Sara Palin, jako gubernator Alaski, nie zwróciła rządowi w Waszyngtonie ponad 220 mln dolarów z funduszy federalnych, przyznanych na wybudowanie tzw. „Mostu Donikąd” (Bridge to Nowhere), czyli mostu na wyspę Gravina Island, zamieszkaną przez zaledwie kilkadziesiąt osób. Ostatecznie fundusze zostały wykorzystane przez Alaskę na inny cel. Tym niemniej zarówno McCain, jak i Palin, przemawiając osobno podczas konwencji oraz po jej zakończeniu, podczas wieców przedwyborczych w miastach stanów Wisconsin i Michigan, powoływali się na sprzeczną z wynikami dochodzenia historię pieniędzy na „Most Donikąd”, podkreślając zdyscyplinowanie Palin w wydawaniu społecznych pieniędzy oraz składając obietnicę wprowadzenia porządków budżetowych w całym kraju, na szczeblu federalnym, jeżeli wyborcy pozwolą Republikanom wygrać nadchodzące wybory.

### Propagandowe wykorzystanie własnych osiągnięć
Sara Palin zrezygnowała z przeznaczenia ok. 400 milionów dolarów, z budżetu stanowego, na zaproponowane uprzednio wydatki i wraz z innymi osobami, działającymi w radzie nadzorczej ds. energetyki stanu, podjęła decyzję o otwarciu rynku petrochemicznego Alaski dla podmiotów gospodarczych spoza ścisłej czołówki koncernów amerykańskich, które dotychczas zarządzały koncesjami, w tym dopuszczając na rynek firmy kanadyjskie i niezależne. Obie te decyzje, jak również staż Sary Palin na stanowisku burmistrza i gubernatora, czyli stanowiskach wykonawczych, były podkreślane w przemówieniach Palin i McCaina, w celu skontrastowania: otwartości, zapobiegliwości, bycia poza układem oraz doświadczenia Palin, które może okazać się pomocne w pełnieniu funkcji wiceprezydenta, a nawet funkcji prezydenta, w stosunku do Baracka Obamy i Joe Bidena, którzy w swojej dotychczasowej karierze nie sprawowali władzy wykonawczej na jakimkolwiek szczeblu.

## Poglądy polityczne
Palin jest konserwatystką, ale także członkinią związków zawodowych, albowiem w przeszłości pracowała na pokładzie komercyjnego statku rybackiego oraz wykonywała temu podobne prace. Jest przeciwniczką aborcji, lecz jako gubernator zatwierdziła świadczenia dla partnerów w trwałych związkach domowych, w tym homoseksualistów. Popiera łatwy dostęp do pewnych klas broni palnej (zalegalizowane, ukryte pistolety noszone w celu obrony własnej oraz broń myśliwską). Opowiada się za radykalną obniżką podatków.
Przewodniczący AIP najpierw zdementował informację podaną przez stację telewizyjną ABC, jakoby Sarah i Todd Palin byli jej członkami do 1994, natomiast potem Lynette Clarke stwierdziła, że dysponuje dowodami, które potwierdzają dwuletnią przynależność Palin do AIP w latach 90., zaś belgijska stacja telewizyjna BRT pokazała, w wieczornym wydaniu dziennika telewizyjnego z 3 września 2008, nagranie wideo, w którym Sarah Palin przedstawiła się jako gubernator Alaski i powitała zebranych na kongresie partii AIP, który odbył się w marcu 2008, w imieniu AIP. Korespondent z USA holenderskiej stacji telewizyjnej NOS doniósł w tym samym dniu, że McCain, który odbył co najwyżej 3 rozmowy z Palin przed jej nominowaniem jako kandydatki na wiceprezydenta, wysłał sztab zaufanych ludzi, w tym prawników, na Alaskę w celu zbadania i wyjaśnienia całej sprawy.
W wywiadzie udzielonym 11 września 2008, amerykańskiej stacji telewizyjnej ABC, Sara Palin stwierdziła, że:
- posiada wystarczającą ilość doświadczenia zdobytego jako gubernator Alaski, aby sprawować funkcję wiceprezydenta i zajmować się polityką zagraniczną, chociaż przyznała się, że do tej pory nigdy nie spotkała się z przedstawicielem rządu innego kraju
- zamierza podjąć działania w celu zreformowania kraju
- chce doprowadzić do wygrania wojny w Iraku, co uważa za swoją osobistą misję
- należy rozprawić się z terrorystami bez względu na cenę
- opowiada się za wstąpieniem Ukrainy i Gruzji do NATO
- określając wojnę w Iraku, podczas jednego ze swoich przemówień, jako „zadanie od Boga” (A task that is from God), nawiązała do przemówienia Abrahama Lincolna, mówiąc: „Módlmy się, byśmy to my byli po stronie Boga” (Let us pray that we are on God’s side), lecz wyjaśniła, że nie miała intencji mówienia w imieniu Boga[36].

Oprócz tego domaga się wystąpienia Stanów Zjednoczonych z Organizacji Narodów Zjednoczonych, która, jej zdaniem, obniża znaczenie USA w polityce światowej.

### Aborcja
Sarah Palin uważa, że aborcja powinna być regulowana prawnie przez rządy stanowe, a nie rząd federalny i nie powinna być finansowana z pieniędzy publicznych. Dopuszcza wykonanie aborcji jedynie w przypadku, gdy zagrożone jest życie matki, zaś odrzuca jej możliwość w przypadku ciąży pochodzącej z gwałtu, jednak nie opowiada się za karaniem prawnym kobiet dokonujących aborcji. Nie jest przeciwna stosowaniu środków antykoncepcyjnych, natomiast jest przeciwna badaniom z komórkami macierzystymi płodu. Uważa adopcję za korzystne rozwiązanie. Jest członkinią Feminists for Life.

### Gospodarka
Sarah Palin konsekwentnie opowiada się za gospodarką wolnorynkową. Postuluje oszczędności w budżecie rzędu 150 milionów oraz kontrolę wydatków. Obwinia kredytodawców za kryzys finansowy (2007–2009) i twierdzi, że nie należy wspomagać tych, którzy podejmują niewłaściwe decyzje finansowe. Proponowała w grudniu 2007 na Alasce tzw. „Siedmiomilardowodolarowy plan” na potrzeby stanowej edukacji i transportu, lecz obecna sytuacja gospodarcza, w tym zaniżona cena rynkowa ropy (71 dolarów za baryłkę ropy naftowej gatunku „sweet light crude”, stan z 17 października 2008, zamiast nawet 147 latem 2008) i co za tym idzie, światowy brak koniunktury, zdezaktualizowały możliwość poniesienia takich ogromnych wydatków przez Alaskę. Wydatki te miały być sfinansowane głównie ze stanowych podatków i marży na cenie ropy, uzyskanych od konglomeratów petrochemicznych i górniczo-wiertniczych. Opowiada się za obniżeniem podatków w celu stymulowania drobnych przedsiębiorców. Nawołuje do zwiększenia produkcji paliw i gazu pochodzących ze źródeł amerykańskich. Uważa, że USA powinny być niezależne, jeżeli chodzi o produkcję energii, popiera poszukiwanie nowych rozwiązań w tym kierunku, również alternatywnych, np. biopaliw.

### Prawa człowieka
Jest zwolenniczką małżeństwa tradycyjnego oraz opowiada się za równymi prawami dla kobiet. Uważa, że należy podjąć działania w celu zmniejszenia ilości przestępstw oraz popiera zadośćuczynienie żądaniom ofiar. Żąda rygorystycznych przepisów dla kierowców nadużywających alkoholu oraz w przypadku sprzedaży alkoholu osobom niepełnoletnim. Sprzeciwia się zalegalizowaniu marihuany. Dostrzega niebezpieczeństwo tkwiące w uzależnieniu od metamfetaminy. Twierdzi, że narkotyki i gangi niszczą życie rodzinne ludzi. Opowiada się za edukacją z elementami moralności, etyki i patriotyzmu oraz jednoczesnego nauczania o kreacjonizmie i ewolucjonizmie. Sprzeciwia się szczegółowemu podejściu do spraw seksu w programach nauczania. Zadeklarowała się walczyć o prawa dla dzieci z niepełnosprawnościami.

### Opieka zdrowotna
Twierdzi, że opieka zdrowotna powinna być powiązana z prawami ekonomicznymi rządzącymi rynkiem – popiera zasadę konkurencyjności, aby obniżyć koszty usług medycznych. Podkreśla indywidualną odpowiedzialność jednostki za własne zdrowie. Zaproponowała dla rodzin kredyt podatkowy w wysokości 5000 dolarów w celu udzielenia rodzinom pomocy w kosztach rocznej zdrowotnej polisy ubezpieczeniowej (zapewniającej opiekę lekarską).

### Środowisko naturalne
Sarah Palin opowiada się za zmniejszeniem emisji CO2, uważa, że globalne ocieplenie ma wpływ na Alaskę, ale nie wynika z działalności człowieka. Jest przeciwna ochronie łososia przed zanieczyszczeniami kopalnianymi.
Wzywa do usunięcia niedźwiedzia polarnego z listy gatunków zwierząt zagrożonych. Nawołuje do kontrolowania populacji wilków, aby utrzymać możliwość przeprowadzania polowań. Popiera wycinanie drzew, rozwój kopalni, dokonywanie wierceń oraz intensywne komercyjne rybołówstwo.

## Doniesienia prasowe
- W 39. tygodniu 2008, w ramach zebrania ONZ w Nowym Jorku, Sary Palin spotkała się z przywódcami kilku państw, m.in. Afganistanu, Iraku, Pakistanu, Kolumbii i Gruzji oraz Henrym Kissingerem – doradcą Johna McCaina w kwestiach polityki zagranicznej i Bono z zespołu U2 – ambasadorem projektu One na rzecz głodujących w Afryce[41].
- Amerykańska stacja telewizyjna CNN podjęła 24 września 2008 decyzję o bojkotowaniu Sary Palin i wycofała swoją ekipę telewizyjną po tym, jak kandydatka na stanowisko wiceprezydenta po raz kolejny odmówiła udzielenia wywiadu CNN lub wzięcia udziału w konferencji prasowej przed spotkaniem z przywódcami innych państw, w ramach odbywającej się konferencji ONZ. W odwecie dziennikarze rozpowszechnili informację, że do ubiegłego roku Sara Palin nie posiadała paszportu, albowiem nigdy nie opuściła granic Stanów Zjednoczonych, aby podkreślić jej brak doświadczenia w polityce zagranicznej. Podczas rozmów Palin z Hamidem Karzaim i Álvaro Uribe, które odbyły się 23 września 2008, zabroniono wstępu dziennikarzom chcącym zrobić sprawozdanie z przebiegu spotkania; dopuszczono jedynie obecność fotografów i techników obsługujących kamery. Media podkreśliły, że nawet prezydent Bush miał zwyczaj spotykania się z dziennikarzami i fotografami przed rozpoczęciem rozmów o charakterze międzynarodowym, a nawet udzielania odpowiedzi na kilka pytań[42].
- Amerykańskie feministki i Kim Gandy – przewodnicząca Narodowej Organizacji dla Kobiet (National Organization for Women), uważają Sarę Palin za kobietę niewystarczająco wyemancypowaną. Joe Biden stwierdził, że nominowanie Sary Palin na urząd wiceprezydenta będzie oznaczać dla praw kobiet krok wstecz. Gloria Steinem nie obawia się, że Sarze Palin uda się przyciągnąć wyborców, którzy uprzednio oddali głosy na Hillary Clinton, albowiem jej zdaniem obie panie mają jedynie wspólny chromosom i nic poza tym – skonstatowała w artykule opublikowanym w Los Angeles Times, porównując kandydatkę na wiceprezydenta do Phyllis Schlafly[43]. Lewicowo i feministycznie nastawione media rozpoczęły kampanię przeciwko Sarze Palin. Także The Times wyraził na swoich łamach zaniepokojenie możliwością przeforsowania chrześcijańskich norm, którym optuje Palin, do świeckiego rządu. Również konserwatyści z mieszanymi uczuciami przyjęli kandydaturę Sary Palin jako running mate Johna McCaina. George Wiedmaier z organizacji prorodzinnej Focus on the Family wyraził zaniepokojenie tym, jak Sarah Palin pogodzi obowiązki matki pięciorga dzieci i pracę na stanowisku wiceprezydenta USA[44].
- Media amerykańskie w dalszym ciągu zastanawiają się nad uczciwością Sary Palin w związku z toczącym się śledztwem, które dotyczy podejrzenia Palin o nadużycie władzy jako gubernator Alaski (The Troopergate) oraz niejasną sytuacją dotyczącą jej stanowiska w sprawie budowy mostu i drogi za federalne pieniądze (The Road to Nowhere). Zwracają także uwagę na fakt, że w przypadku nagłej śmierci lub choroby podeszłego wiekiem Johna McCaina (ur. 1936), Sarah Palin objęłaby stanowisko prezydenta[45]. 11 września 2008 agencje prasowe podały, że śledztwo przeprowadzone przez władze stanu Alaska (zapoczątkowane jeszcze przed jej nominacją na stanowisko wiceprezydenta) wykazało, że Sarah Palin dopuściła się nadużycia władzy gubernatorskiej w celach osobistych, lecz nie przekroczyła granic prawa[46], gdy 11 lipca pozbawiła funkcji Waltera Monegana – szefa policji, który odmówił wyrzucenia z pracy agenta (z j.ang. trooper), ex-męża jej siostry – Mike’a Wootena, będącego wówczas w trakcie sprawy rozwodowej. Szczególna rola została przypisana Toddowi Palin, który według raportu, nakłaniał współpracowników żony do pozbawienia pracy agenta Wootena[47]. Obóz wyborczy Palin twierdzi, że na wynik śledztwa miały wpływ uwarunkowania polityczne i oskarża Demokratów o chęć zdyskredytowania ich kandydatki[48]. Komisja śledcza podkreśla, że w jej skład wchodzili zarówno Demokraci, jak i Republikanie. Sarah Palin nie przyznaje się do winy, twierdząc że przyczyną odejścia szefa policji był brak porozumienia w sprawach budżetowych[49]. Tekst raportu, liczącego 263 strony, po usunięciu tajnych informacji, został podany do publicznej wiadomości[50], po uprzednim przegłosowaniu decyzji o upublicznieniu w parlamencie alaskijskim[51].
- 26 września 2008 Sara Palin wzięła udział w wywiadzie telewizyjnym przeprowadzonym przez dziennikarkę stacji CBS – Katie Couric, transmitowanym w całych Stanach Zjednoczonych. Odpierając zarzuty dotyczące braku doświadczenia w polityce zagranicznej, Sara Palin stwierdziła, że jako gubernator Alaski sąsiadującej z Rosją i Kanadą, ma większą styczność z kwestiami polityki zagranicznej niż gubernatorzy wielu innych stanów amerykańskich. Zwróciła uwagę na zagadnienia współpracy gospodarczej oraz militarne. Zapytana, dlaczego dopiero od roku jest posiadaczką paszportu, wyjaśniła, że całe życie pracowała i poznawała świat dzięki edukacji, książkom i mediom, bo w jej rodzinie nie było zwyczaju wysyłania świeżo upieczonych absolwentów z paszportem i plecakiem na wakacje, aby poznawali świat[52].
- W programie telewizyjnym Late Show with David Letterman (talkshow stacji CBS) z 16 września 2008 John McCain przyznał się, że nie znał dobrze Sary Palin w chwili nominowania jej na swoją running mate („I didn’t know her well at all”), lecz podkreślił, że stanowiła jego pierwszy wybór ze względu na doświadczenie przywódcze, reformatorskie usposobienie, zdolności negocjatorskie, inspirującą osobowość, męstwo i reprezentowanie zmian, które są potrzebne Stanom Zjednoczonym[53]

## Życie osobiste

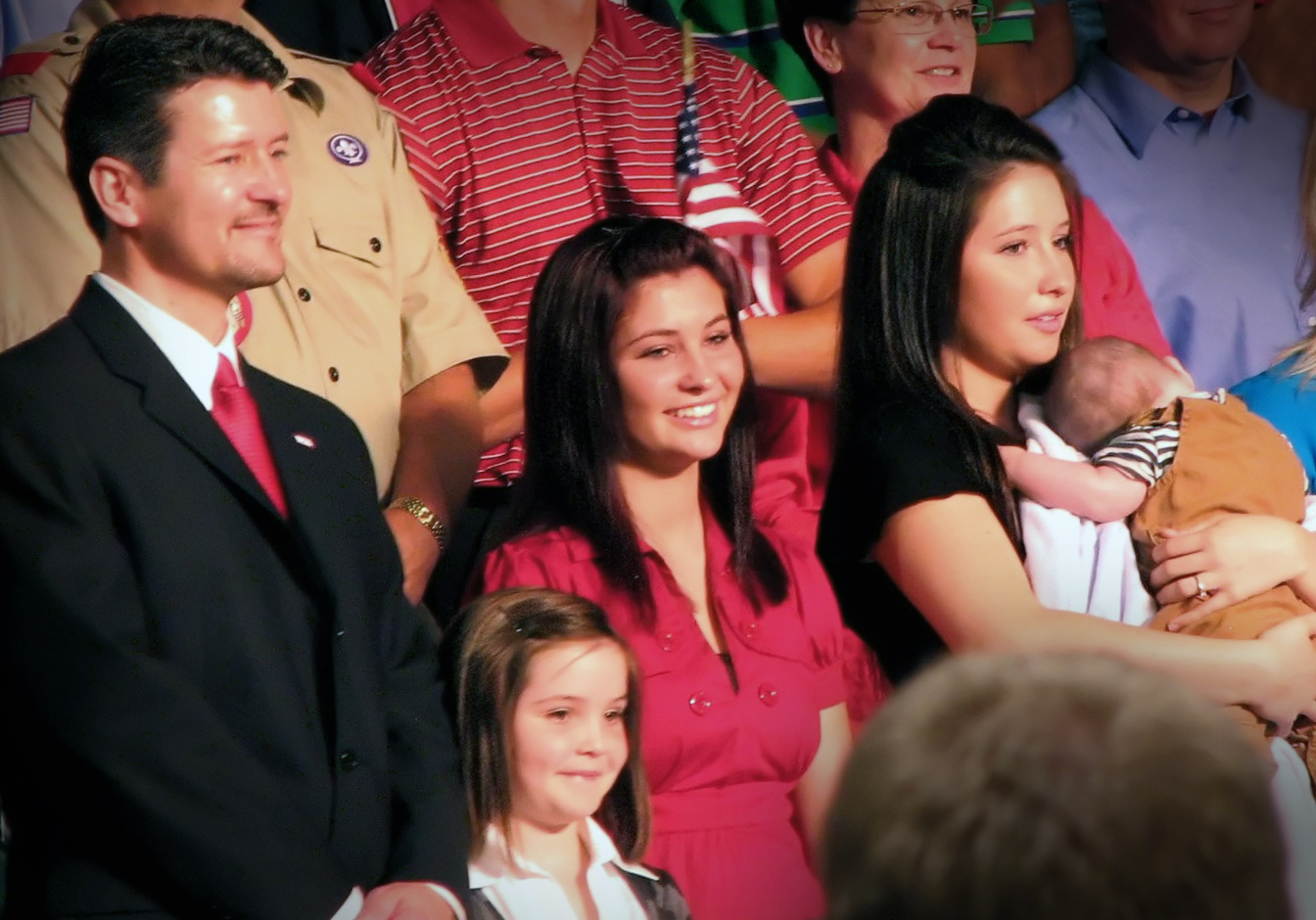
Mąż i córki Sary Palin, od lewej strony: Piper, Willow, Bristol oraz synek Trig, 29 sierpnia 2008

Sarah Palin i jej mąż Todd, z pochodzenia Eskimos, są małżeństwem od 1988 i mają pięcioro dzieci (3 dziewczynki i 2 chłopców). Najstarszy syn Track ukończył już osiemnaście lat, wstąpił do armii USA i 11 września 2008 rozpoczął służbę w Iraku. U najmłodszego dziecka wykryto, jeszcze w badaniach prenatalnych, wadę genetyczną. Sarah Palin nie zdecydowała się na usunięcie ciąży i w kwietniu 2008 urodziła syna Triga, który ma zespół Downa.
Todd Palin (ur. 1964) wykonywał najpierw pracę fizyczną, a potem menedżerską w przedsiębiorstwie naftowym BP, aktualnie pracuje tam w niepełnym wymiarze godzin jako operator procesu na terenie North Slope. Prowadzi także własne przedsiębiorstwo rybne i latem poławia łososie na własnym kawałku rzeki na Alasce. Uprawia sport i kilkakrotnie wygrał Iron Dog – liczący 3200 km wyścig skuterów śnieżnych organizowany na terenie Alaski. Według oficjalnych danych z 2007 roku dochody Todda Palina z obu wykonywanych prac wynosiły około 93 tysiące dolarów rocznie, zaś oficjalna pensja Sary Palin – 125 tysięcy dolarów bez dodatkowego uposażenia związanego z pełnioną funkcją gubernatora (w 2007 średni dochód wynosił na Alasce 64 333 dolarów, a w USA – 50 740), ich stan posiadania szacowany jest na przynajmniej 1,2 miliona dolarów.
2 września 2008 obóz wyborczy Johna McCaina podał oficjalnie do wiadomości, że siedemnastoletnia córka Palin – Bristol – jest w piątym miesiącu ciąży. Poinformowano, że Bristol Palin zamierza zatrzymać dziecko i wziąć ślub z jego ojcem, osiemnastoletnim Levim Johnstonem, oraz że John McCain wiedział o ciąży nastoletniej córki Palin, zanim nominował ją na swoją kandydatkę na wiceprezydenta, lecz nie uznał tego faktu za przeszkodę w nominacji. Również komentatorzy polityczni nie oczekiwali trudności w kampanii wyborczej Republikanów, wynikających z upublicznienia tej wiadomości. Decyzja Bristol Palin spotkała się z aprobatą organizacji pro-life: Evangelicals, Family Research Council i Focus on the Family. Barack Obama oświadczył, że nie zamierza wykorzystywać problemów rodzinnych kontrkandydatów w celach propagandowych, i uważa, że rodziny kandydatów, a przede wszystkim dzieci, powinny pozostawać w cieniu kampanii wyborczej, dodał również, że jego matka miała osiemnaście lat, gdy go urodziła. 28 grudnia przyszedł na świat zdrowy synek Bristol Tripp.